# Szabadgondolat (folyóirat)

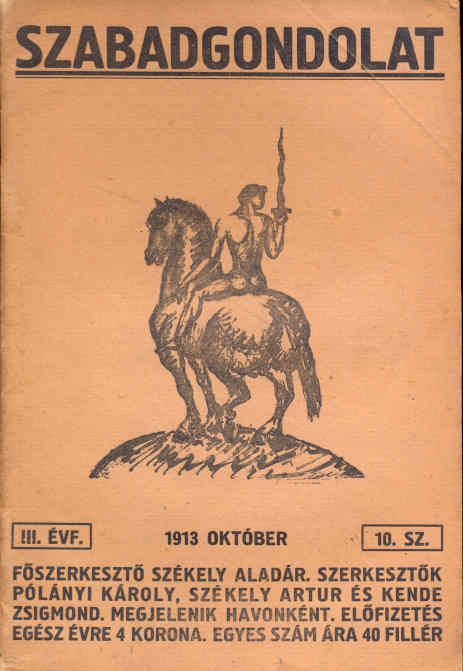
A Szabadgondolat 1913. októberi lapszámának címlapja

A Szabadgondolat a Szabadgondolkozás Magyarországi Egyesületének és fiókjainak: a Galilei Körnek, a Budapesti Harkányi Körnek, a Szabadgondolkodók Aradi Egyesületének, a Nagyváradi Darwin Körnek, az Eperjesi Martinovics Körnek, a Kassai Bacsányi Körnek és a Szabadgondolkodók Temesvár Egyesületének hivatalos lapja. Székhely: Budapest. Megjelenés: 1911–1914; 1918–1919. Periodicitás: Változó.
A gondolkodás akkor szabadult fel, mikor a természeti tények szigorú megismerése s okszerű kapcsolatai új világot tártak fel a sötétben tapogatódzó ember  előtt s összes eddigi tudását halomra döntötték.

## Céljai, szerkesztői, munkatársai
Céljai közt szerepelt a természettudományos gondolkodás terjesztése, az állam és az egyház működésének szétválasztása, állami, ingyenes, felekezet nélküli közoktatás megvalósítása, harc a babonák, a faji megkülönböztetés ellen. Harc az általános, egyenlő, titkos választójogért, stb. 
A lap első szerkesztője Vámos Henrik volt, ő írta az 1911/1-es számba a Szabadgondolat című programadó cikket. Timár Miklós segédszerkesztőként működött. A lap későbbi szerkesztői: Kende Zsigmond, Székely Aladár, Polányi Károly, Székely Artúr, Rudas Zoltán, Sisa Miklós. 
Számos polgári radikális és baloldali gondolkodású író, tudós, publicista tartozott a munkatársak körébe, köztük Braun Róbert, Buday Dezső, Csáth Géza, Csécsy Imre, Czóbel Ernő, Diner-Dénes József, Ferenczi Sándor, Fogarasi Béla, Jászi Oszkár, Király György, Kőhalmi Béla, Kunfi Zsigmond, Lukács György, Pogány József, Sas Andor, Szabó Endre, Szende Pál, Varga Jenő. Itt jelent meg Mocsáry Lajos egyik utolsó írása is.